# اوزاک (فیلم)
اوزاک (انگلیسی: Uzak) (فاصله) فیلمی در ژانر درام به کارگردانی نوری بیلگه جیلان است که در سال ۲۰۰۲ منتشر شد. از بازیگران آن می‌توان به مهمت ایمین توپارک اشاره کرد. این فیلم در پنجاه و ششمین جشنواره فیلم کن برنده جایزه بزرگ شده‌است.